# Ladislao IV d'Ungheria
Ladislao IV detto il Cumano (in ungherese IV. (Kun) László, in croato Ladislav IV. Kumanac, in slovacco Ladislav IV. Kumánsky; 5 agosto 1262 – Toboliu, 10 luglio 1290) fu re d'Ungheria e di Croazia dal 1272 al 1290.
Sua madre Elisabetta era la figlia di uno dei capitribù cumani di fede pagana che si era stabilito in Ungheria con il consenso di Béla IV, all'epoca sovrano del territorio magiaro. All'età di sette anni fu concesso in sposa a Elisabetta di Sicilia, figlia del re Carlo I di Sicilia. Ladislao aveva solo dieci anni quando un aristocratico che insorse contro la corona, Gioacchino Gutkeled, lo rapì e lo portò via dalla corte.
Ladislao si trovava ancora imprigionato quando suo padre Stefano V morì il 6 agosto 1272. Poiché il trono era rimasto vacante, le nobili famiglie degli Aba, degli Csák, dei Kőszegi e dei Gutkeled combatterono l'una contro l'altra per il potere. Ladislao fu dichiarato maggiorenne nel corso di un'assemblea in cui parteciparono prelati, aristocratici e cumani nel 1277. Il giovane si alleò con Rodolfo I d'Asburgo contro Ottocaro II di Boemia. Le sue forze giocarono un ruolo cruciale nella vittoria di Rodolfo su Ottocaro nella battaglia di Marchfeld il 26 agosto 1278.
Il monarca non si dimostrò in grado di ripristinare l'autorità della corona in Ungheria, la quale era ormai minata da aristocratici e religiosi. Un legato pontificio, Filippo, vescovo di Fermo, giunse in terra magiara per aiutare Ladislao a consolidare la sua posizione, ma il prelato rimase sconvolto dalla presenza di migliaia di Cumani pagani in Ungheria. Il sovrano promise che li avrebbe costretti ad adottare uno stile di vita cristiano e ad abbandonare i loro costumi nomadi, ma essi si rifiutarono di obbedire alle richieste del legato. Ladislao decise di prendere le parti dei Cumani, ragion per cui Filippo di Fermo decise di scomunicarlo. I Cumani imprigionarono il legato, mentre i sostenitori del vescovo di Fermo catturarono Ladislao. All'inizio del 1280, quest'ultimo accettò di convincere i Cumani ad accettare le condizioni poste dal legato, ma molte tribù preferirono a quel punto lasciare l'Ungheria.
Ladislao sconfisse un esercito cumano che invase l'Ungheria nel 1282 nella battaglia del lago di Hód. Nel 1285 ebbe luogo una seconda invasione mongola dell'Ungheria, la quale terminò in maniera meno nefasta della prima perché i magiari si dimostrarono maggiormente capaci di scacciare gli aggressori. In quel contesto storico Ladislao era diventato così impopolare che molti dei suoi sudditi lo accusarono di aver incitato i guerrieri mongoli a invadere il regno da lui amministrato. Dopo che sua moglie venne fatta prigioniera nel 1286, egli preferì vivere con le sue amanti cumane. Negli ultimi anni della sua vita vagò per tutto il regno circondato dai suoi alleati cumani, ma non riuscì più a tenere sotto controllo i nobili e i vescovi più potenti dello Stato. Papa Nicola IV ipotizzò di dichiarare una crociata contro di lui, ma quest'ipotesi non si concretizzò mai poiché tre assassini cumani uccisero Ladislao nel 1290.

## Biografia

### Primi anni (1262-1272)
Ladislao era il primogenito di Stefano V, figlio a sua volta di Béla IV d'Ungheria, e di sua moglie Elisabetta la Cumana. Elisabetta era la figlia di un capo dei Cumani stabilitosi in Ungheria perché sospinto dalle incursioni dell'Impero mongolo. Pur essendo nata di fede pagana, la donna fu battezzata prima del suo matrimonio con Stefano. Secondo Simone di Kéza, che fu suo cappellano negli anni 1270, Ladislao nacque sotto il segno di Marte nel 1262.
I conflitti tra il padre e il nonno di Ladislao sfociarono in una guerra civile nel 1264. Sotto il comando di Anna, zia di Ladislao, le truppe di Béla IV conquistarono il castello di Sárospatak, dove risiedevano Ladislao e sua madre, e lo fecero prigioniero. Ladislao fu inizialmente segregato nel castello di Turóc da Andrea Hont-Pázmány, un nobile magiaro, ma due mesi dopo fu spedito alla corte di Boleslao V il Casto, duca di Cracovia, che era il genero di Béla IV. Dopo che suo nonno e suo padre si riconciliarono nel marzo 1265, Ladislao fu liberato e rimandato da suo padre.
Il padre di Ladislao strinse un'alleanza con il re Carlo I di Sicilia nel settembre 1269. Ai sensi del trattato, la figlia di Carlo I, Elisabetta, che all'epoca aveva circa quattro anni, veniva promessa in sposa con Ladislao, il quale aveva invece sette anni. Il matrimonio dei due bambini ebbe luogo in un momento non meglio precisato del 1270.
Béla IV morì il 3 maggio 1270 e il padre di Ladislao fu incoronato re due settimane dopo; tuttavia, il nuovo monarca non riuscì a fornire al suo regno quella stabilità di cui aveva urgente bisogno. I più stretti consiglieri di Béla IV, ovvero la duchessa Anna e l'ex palatino Enrico Kőszegi, lasciarono l'Ungheria e cercarono assistenza rivolgendosi al genero di Anna, il re Ottocaro II di Boemia, che rappresentava una grande minaccia per l'Ungheria. Nel frattempo, anche il bano della Slavonia Gioacchino Gutkeled, di recente nominato per quella carica, si rivoltò contro Stefano V e rapì Ladislao nell'estate del 1272. Gutkeled tenne prigioniero Ladislao nella fortezza di Koprivnica, in Slavonia. Lo storico Pál Engel ha ipotizzato che Gioacchino Gutkeled avesse pianificato di costringere Stefano V a dividere l'Ungheria con Ladislao, così permettendogli di esercitare una grossa influenza alla corte che quest'ultimo avrebbe costituito. Stefano V assediò Koprivnica, ma non riuscì a espugnarla e dovette ritirarsi. Poco dopo Stefano si ammalò gravemente e morì il 6 agosto.

### Regno

#### Minore età (1272-1277)
Gioacchino Gutkeled partì alla volta di Albareale non appena fu informato della morte di Stefano V, in quanto voleva supervisionare i preparativi per l'incoronazione del giovane. Assediato dalle agitazioni civili e da intrighi di palazzo, il regno d'Ungheria fu di fatto amministrato dalla madre di Ladislao, evento che fece infuriare i sostenitori di Stefano V, i quali la accusarono di aver cospirato contro il marito. Il gran tesoriere di Stefano V, Egidio Monoszló, assediò con alcuni suoi uomini il castello di Albareale, ma i sostenitori di Gutkeled lo sbaragliarono. Monoszló fuggì a Presburgo (oggi Bratislava, in Slovacchia) e riuscì a soggiogare la città, cedendone il possesso a Ottocaro II di Boemia.

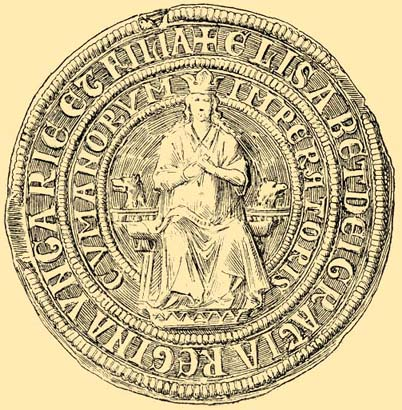
Sigillo della madre di Ladislao, Elisabetta la Cumana

L'arcivescovo Filippo di Strigonio incoronò re Ladislao ad Albareale il 3 settembre circa. Quando salì al trono, Ladislao trovò un paese diviso e assediato da nemici interni ed esterni (Venezia, Orda d'Oro, Sacro Romano Impero). In teoria Ladislao, che all'epoca aveva dieci anni, regnava sotto la reggenza di sua madre, ma nella sostanza i partiti baronali finirono per sostituirsi alla madre e amministrarono essi stessi l'Ungheria. Nel novembre di quell'anno, Enrico Kőszegi fece ritorno dalla Boemia e assassinò il cugino di Ladislao, Béla di Macsó. Gli estesi domini del duca Béla, che si trovavano lungo i confini meridionali del regno, furono divisi tra Enrico Kőszegi e i suoi principali alleati. Come rappresaglia per le incursioni ungheresi in Austria e in Moravia, le truppe austriache e morave invasero i confini dell'Ungheria in maniera congiunta nell'aprile 1273. La coalizione riuscì a impossessarsi di Giavarino e Szombathely, oltre a saccheggiare i comitati occidentali. Gioacchino Gutkeled riconquistò i due insediamenti due mesi dopo, ma Ottocaro II di Boemia invase l'Ungheria e conquistò svariate fortezze, tra cui Giavarino e Odenburgo in autunno.
Il nobile Pietro Csák e i suoi alleati si sostituirono a Gioacchino Gutkeled e a Enrico Kőszegi al potere, spingendo i due a segregare Ladislao e sua madre nel giugno 1274. Anche se alla fine Pietro Csák liberò il re e sua madre, Gutkeled e Kőszegi catturarono il fratello minore di Ladislao, Andrea, e lo portarono in Slavonia. I due giustificarono le proprie azioni affermando che le manovre in Slavonia erano state compiute in nome del duca Andrea, ma Pietro Csák sconfisse le loro forze congiunte vicino a Polgárdi alla fine di settembre. Durante la battaglia che ne seguì Kőszegi perse la vita. A quel punto Pietro Csák scatenò una campagna contro il figlio di Kőszegi e Ladislao partecipò al suo fianco. Alla fine del 1274 Ladislao e Rodolfo I d'Asburgo, di recente eletto re dei Romani, conclusero un'alleanza contro Ottocaro II di Boemia.
Ladislao contrasse una grave malattia non meglio precisata, ma ne guarì. Egli attribuì questa guarigione a un miracolo della sua defunta santa zia, Margherita, e si rivolse alla Santa Sede per promuovere la sua canonizzazione nel 1275. Nello stesso anno scoppiò una nuova guerra civile tra Gioacchino Gutkeled e Pietro Csák. Ladislao prese parte alla spedizione militare di Csák contro la famiglia dei Kőszegi, che parteggiava per Gutkeled. Tuttavia, Gutkeled e i suoi sostenitori destituirono i loro oppositori a un'assemblea di baroni e nobili a Buda intorno al 21 giugno 1276.
Approfittando della guerra tra Rodolfo I e Ottocaro II, Ladislao diede il via a un'incursione in autunno in Austria. Odenburgo accettò presto la sovranità di Ladislao e Ottocaro II promise di rinunciare a tutte le città che erano state occupate nell'Ungheria occidentale. Tuttavia, nuovi conflitti armati esplosero in Ungheria durante il 1277; i sassoni di Transilvania catturarono e distrussero Gyulafehérvár (oggi Alba Iulia, in Romania), la sede del vescovo di Transilvania, e la famiglia dei Babonići si ribellarono in Slavonia.

#### Il primo biennio da maggiorenne (1277-1278)

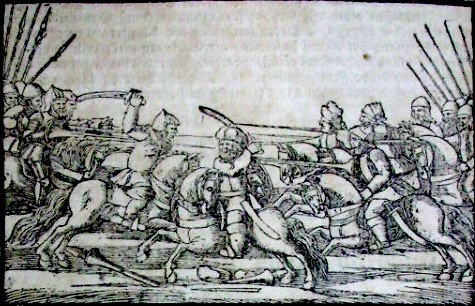
La battaglia di Marchfeld del 26 agosto 1278

Gioacchino Gutkeled morì combattendo contro i Babonići nell'aprile del 1277. Un mese dopo, nel corso di un'assemblea a cui parteciparono prelati, aristocratici e Cumani Ladislao venne dichiarato maggiorenne. Anche i castellani delle terre della corona autorizzarono il monarca quindicenne a ristabilire la pace interna con ogni mezzo possibile. Ladislao invase quindi i domini dei Kőszegi nel Transdanubio, malgrado non riuscì a sconfiggerli. Incontrò Rodolfo I d'Asburgo a Hainburg an der Donau l'11 novembre per confermare la loro alleanza contro Ottocaro II di Boemia.
Dopo che l'esercito reale catturò la fortezza ribelle del latifondista Nicola Geregye ad Adorján (oggi Livada, in Romania), Ladislao tenne un'«assemblea generale» convocando i rappresentanti di sette comitati lungo il fiume Tibisco all'inizio dell'estate del 1278. Fu in quest'occasione che vennero condannati a morte due nobili locali insorti. Nel Transdanubio Ivan Kőszegi tentò di contrastare il cugino di primo grado del padre di Ladislao, Andrea il Veneziano, contro Ladislao. Andrea chiese la Slavonia per se stesso, ma tornò a Venezia senza aver ottenuto quanto sperava.
Ladislao strinse un'intesa con Rodolfo I d'Asburgo al fine di attaccare contro Ottocaro II. Le truppe di Ladislao giocarono un ruolo decisivo nella vittoria di Rodolfo nella battaglia di Marchfeld del 26 agosto. Ottocaro stesso fu ucciso nel corso della schermaglia. Dopo la battaglia, secondo il cronista di Ladislao Simone di Kéza, il re Rodolfo I rese a Ladislao «i suoi ringraziamenti, dichiarando che grazie al suo aiuto tutta l'Austria e la Stiria gli erano state restituite».

#### La questione cumana (1278-1285)

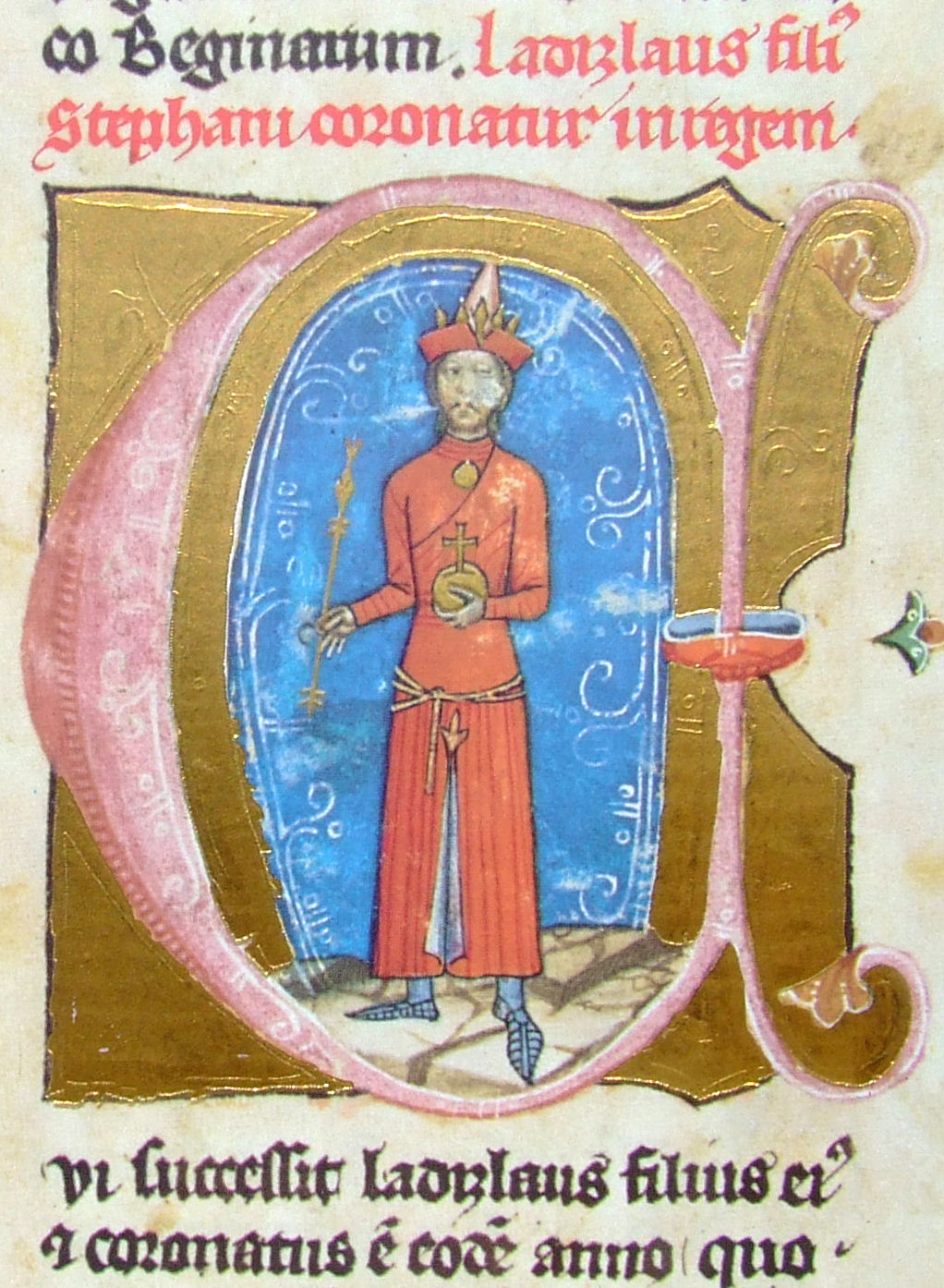
Ladislao raffigurato con abiti tipicamente cumani. Miniatura tratta dalla Chronica Picta

Papa Niccolò III inviò in Ungheria Filippo, vescovo di Fermo, allo scopo di aiutare Ladislao a ripristinare l'autorità della corona il 22 settembre 1278. Furono soprattutto alcuni ambienti della Chiesa cattolica - che dal Concilio Laterano del 1213-1215 aveva accresciuto il centralismo romano e inasprito la lotta alle eresie e alle diversità culturali (ebrei, musulmani) - a mettere i bastoni tra le ruote a Ladislao. Nonostante i suoi successi, Ladislao dovette più volte cambiar politica. Il legato pontificio arrivò in Ungheria all'inizio del 1279. Con la mediazione del legato, Ladislao concluse un trattato di pace con i Kőszegi. Il vescovo Filippo si rese presto conto, tuttavia, che la maggior parte dei cumani era ancora di fede pagana in Ungheria. Con una promessa solenne il chierico di Fermo convinse i capi cumani ad abbandonare le loro usanze pagane, persuadendo il giovane re Ladislao a giurare di far rispettare ai capi cumani la propria parola data. Durante un concilio riunitosi a Tétény (oggi Budafok, alla periferia di Budapest) approvò delle leggi che, in accordo con la richiesta del legato, intimavano i Cumani a lasciare le loro tende e a vivere «in case ben fissate al suolo». I Cumani, tuttavia, non obbedirono alle norme e Ladislao, pur essendo anch'egli per metà cumano, non si dimostrò in grado di farle rispettare. A titolo di punizione per quanto accaduto, il vescovo Filippo scomunicò il monarca e pose l'Ungheria sotto interdetto nel mese di ottobre. Ladislao, che nel frattempo stava intrattenendo fitti scambi con i Cumani, chiese alla Santa Sede di intervenire, ma il papa si rifiutò di assolvere il re.
Su richiesta di Ladislao, i Cumani catturarono e imprigionarono Filippo di Fermo all'inizio di gennaio 1280. Tuttavia, Finta Aba, voivoda della Transilvania, catturò Ladislao e lo consegnò a Roland Borșa, un nobile della stessa regione. In meno di due mesi sia il legato che il re furono liberati e Ladislao prestò un nuovo giuramento con cui prometteva di far rispettare le leggi cumane. Tuttavia, molti nomadi decisero di lasciare l'Ungheria anziché obbedire alle richieste del legato. Ladislao seguì gli spostamenti dei Cumani fino a Szalánkemén (oggi Stari Slankamen, in Serbia), ma non li convinse a non abbandonare il suo regno.
Ladislao lanciò una campagna contro Finta Aba e conquistò i castelli in suo possesso nell'estate del 1281. Secondo la Cronaca rimata austriaca, il vescovo Filippo di Fermo lasciò l'Ungheria più o meno nello stesso frangente, affermando che non sarebbe più tornato nemmeno «per amore di Dio Padre». Un esercito cumano invase le parti meridionali dell'Ungheria nel 1282. La Chronica Picta riferisce che Ladislao, «allo stesso modo del coraggioso Giosuè, si scagliò contro» i Cumani «per combattere in difesa del suo popolo e del suo regno». Egli surclassò l'esercito degli invasori nei pressi del lago di Hód, vicino a Hódmezővásárhely, nell'autunno del 1282.
Alla fine del 1282, Ladislao attaccò Borostyánkő (oggi Bernstein im Burgenland, in Austria), che era in mano alla nobile famiglia dei Kőszegi. Ad ogni modo i Kőszegi resistettero, costringendo il re a revocare l'assedio all'inizio del 1283. Ladislao scelse infine di riconciliarsi con Ivan Kőszegi, nominandolo addirittura palatino prima del 6 luglio. Prima della fine dell'anno Ladislao decise di ripudiare sua moglie Isabella e si stabilì tra i Cumani.

#### Gli ultimi anni (1285-1290)
I Mongoli dell'Orda d'Oro scatenarono una seconda invasione dell'Ungheria sotto il comando del khan Talabuga e di Nogai nel gennaio del 1285. Secondo la Chronica Picta, essi «causa[ro]no una terribile devastazione e fiamme ovunque in tutto il paese» ad est del Danubio. Le guarnigioni attive localmente resistettero agli invasori in molti luoghi, come ad esempio nel caso di Regéc. L'invasione, che si rivelò meno dirompente e che colse meno di sorpresa i magiari rispetto alla prima del 1241-1242, durò due mesi prima che gli aggressori si ritirassero.
Il favoritismo di Ladislao nei confronti dei Cumani lo rese così impopolare che molti dei suoi sudditi lo accusarono di aver incitato i Mongoli a invadere l'Ungheria. In effetti, Ladislao impiegò prigionieri di guerra mongoli, noti come nyögérs, quando soppresse una ribellione nello Szepesség nel settembre 1285. Il re preferì adottare lo stile di vita dei Cumani, compresi i loro costumi e l'acconciatura, e prese delle ragazze cumane come sue amanti. Secondo Lodomer, arcivescovo di Strigonio, Ladislao copulò con la sua concubina preferita, Aydua, che l'arcivescovo descrisse come una «serpe velenosa», in pubblico.

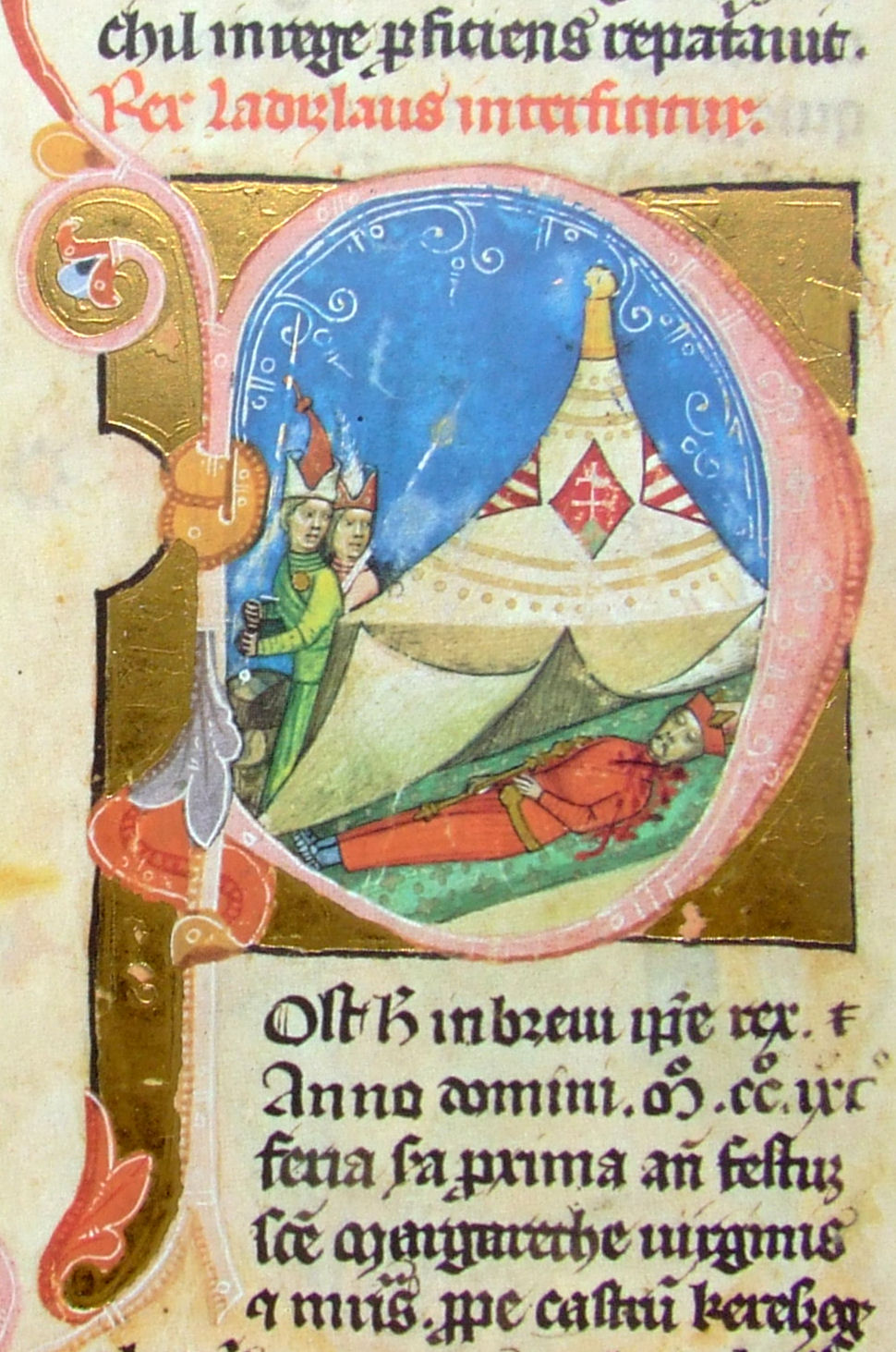
Assassini cumani uccidono Ladislao a Körösszeg (Cheresig, in Romania) il 10 luglio 1290

Nel settembre 1286, Ladislao imprigionò sua moglie e concesse tutti i suoi averi alla sua amante. L'arcivescovo Lodomer liberò la regina nel settembre dell'anno seguente. L'arcivescovo convocò i prelati, i baroni e i nobili in un grande concilio tenutosi a Buda e scomunicò Ladislao. Per tutta risposta e stando a quanto riferì l'arcivescovo Lodomer, il re, che era assolutamente infuriato, affermò: «Sterminerò l'intero clero fino a Roma con l'aiuto delle spade tartare, a partire dall'arcivescovo di Strigonio e dai suoi suffraganei».
Un gruppo di aristocratici catturò Ladislao nello Szepesség nel gennaio 1288. Anche se i suoi sostenitori lo liberarono presto, il re si convinse a suggellare un accordo con l'arcivescovo Lodomer. Quest'ultimo si dichiarò disponibile ad assolvere Ladislao a condizione che il re riprendesse a vivere nel rispetto della morale cristiana. Malgrado la sua promessa, Ladislao ruppe nel giro di breve tempo il giuramento. Rapì infatti sua sorella, Elisabetta, priora del monastero domenicano della Beata Vergine sull'isola dei Conigli, e la concesse in sposa a un aristocratico ceco, Zavis di Falkenstein. Secondo l'arcivescovo Lodomerio, Ladislao dichiarò addirittura: «Se avessi quindici sorelle o anche di più collocate in un luogo di clausura qualunque, le porterei via con la forza da lì per farle sposare lecitamente o illecitamente, allo scopo di stringere un legame parentale con degli alleati che mi potranno eventualmente sostenere con tutto il potere di cui godono nel compimento della mia volontà».
Ladislao trascorse gli ultimi anni della sua vita spostandosi da una località all'altra. In quel frangente il governo tornò a passare di fatto in mano al clero e all'aristocrazia, due ceti i quali agivano il regno in maniera indipendente rispetto alla figura del monarca. Si pensi ai conflitti intrapresi da Ivan Kőszegi e sai suoi fratelli contro Alberto I, duca d'Austria, a cui Ladislao non intervenne; grazie a quella lotta, gli austriaci si assicurarono almeno trenta fortezze lungo i confini occidentali.
I Kőszegi offrirono la corona ad Andrea il Veneziano, che arrivò in Ungheria all'inizio del 1290. Uno dei loro oppositori, Arnoldo III Hahót, catturò il pretendente per poi consegnarlo al duca Alberto. Ladislao nominò un certo Mizse, un nobile da poco convertitosi dall'islam al cristianesimo, al ruolo di palatino. Papa Niccolò IV abbozzò addirittura i preparativi in vista di un'ipotetica crociata da bandire contro Ladislao. Nonostante Ladislao avesse trascorso una vita intera a sostenere gli interessi e a prendere le parti dei suoi sudditi Cumani, fu assassinato da tre uomini di quell'etnia di nome Arbuz, Törtel, e Kemence al castello di Körösszeg (attuale Cheresig, in Romania) il 10 luglio 1290. Mizse e un uomo di nome Nicola, che era il fratello dell'amante cumana di Ladislao, si vendicò della morte del monarca massacrando gli assassini.
Su ordine di papa Niccolò IV, fu condotta un'indagine per scoprire «se il re morì come cristiano cattolico». Il responso finale rimane sconosciuto, mentre il Chronicon Budense sostiene che Ladislao fu sepolto nella cattedrale di Csanád (oggi Cenad, in Romania). Il suo successore Andrea il Veneziano, allo stesso modo di papa Benedetto VIII, riservarono a Ladislao toni positivi in seguito alla sua morte. Ladislao perì senza avere figli.

## Ascendenza
|                         |   |                       | Genitori                  |  |  | Nonni |  |  | Bisnonni             |  |  | Trisnonni           |  |
|                         |   |                       |                           |  |  |       |  |  | Andrea II d'Ungheria |  |  | Béla III d'Ungheria |  |
|                         |   |                       |                           |  |  |       |  |  | Andrea II d'Ungheria |  |  | Béla III d'Ungheria |  |
|                         |   | Agnese d'Antiochia    |                           |  |  |       |  |  | Andrea II d'Ungheria |  |  |                     |  |
| Béla IV d'Ungheria      |   |                       |                           |  |  |       |  |  | Andrea II d'Ungheria |  |  |                     |  |
|                         |   | Gertrude di Merania   | Bertoldo IV d'Andechs     |  |  |       |  |  |                      |  |  |                     |  |
|                         |   | Gertrude di Merania   | Bertoldo IV d'Andechs     |  |  |       |  |  |                      |  |  |                     |  |
|                         |   | Gertrude di Merania   | Agnese di Rochlitz        |  |  |       |  |  |                      |  |  |                     |  |
| Stefano V d'Ungheria    |   | Gertrude di Merania   |                           |  |  |       |  |  |                      |  |  |                     |  |
|                         |   | Teodoro I Lascaris    | …                         |  |  |       |  |  |                      |  |  |                     |  |
|                         |   | Teodoro I Lascaris    | …                         |  |  |       |  |  |                      |  |  |                     |  |
|                         |   | Teodoro I Lascaris    | …                         |  |  |       |  |  |                      |  |  |                     |  |
| Maria Lascaris di Nicea |   | Teodoro I Lascaris    |                           |  |  |       |  |  |                      |  |  |                     |  |
|                         |   | Anna Comnena Angelina | Alessio III Angelo        |  |  |       |  |  |                      |  |  |                     |  |
|                         |   | Anna Comnena Angelina | Alessio III Angelo        |  |  |       |  |  |                      |  |  |                     |  |
|                         |   | Anna Comnena Angelina | Eufrosina Ducena Camatera |  |  |       |  |  |                      |  |  |                     |  |
| Ladislao IV d'Ungheria  |   | Anna Comnena Angelina |                           |  |  |       |  |  |                      |  |  |                     |  |
|                         | … | …                     |                           |  |  |       |  |  |                      |  |  |                     |  |
|                         | … | …                     |                           |  |  |       |  |  |                      |  |  |                     |  |
|                         | … | …                     |                           |  |  |       |  |  |                      |  |  |                     |  |
| Khan Köten              | … |                       |                           |  |  |       |  |  |                      |  |  |                     |  |
|                         |   | …                     | …                         |  |  |       |  |  |                      |  |  |                     |  |
|                         |   | …                     | …                         |  |  |       |  |  |                      |  |  |                     |  |
|                         |   | …                     | …                         |  |  |       |  |  |                      |  |  |                     |  |
| Elisabetta dei Cumani   |   | …                     |                           |  |  |       |  |  |                      |  |  |                     |  |
|                         |   | …                     | …                         |  |  |       |  |  |                      |  |  |                     |  |
|                         |   | …                     | …                         |  |  |       |  |  |                      |  |  |                     |  |
|                         |   | …                     | …                         |  |  |       |  |  |                      |  |  |                     |  |
| …                       |   | …                     |                           |  |  |       |  |  |                      |  |  |                     |  |
|                         |   | …                     | …                         |  |  |       |  |  |                      |  |  |                     |  |
|                         |   | …                     | …                         |  |  |       |  |  |                      |  |  |                     |  |
|                         |   | …                     | …                         |  |  |       |  |  |                      |  |  |                     |  |
|                         |   | …                     |                           |  |  |       |  |  |                      |  |  |                     |  |

### Fonti primarie
- Simone di Kéza, Gesta Hunnorum et Hungarorum, traduzione di László Veszprémy e Frank Schaer, CEU Press, 1999, ISBN 963-9116-31-9.
- Dezső Dercsényi, Leslie S. Domonkos (a cura di), Chronica Picta, Corvina, Taplinger Publishing, 1970, ISBN 0-8008-4015-1.

### Fonti secondarie
- (EN) Attila Bárány, The Expansion of the Kingdom of Hungary in the Middle Ages (1000-1490), in Nora Berend, The Expansion of Central Europe in the Middle Ages, Ashgate Variorum, 2012,  pp. 333-380, ISBN 978-1-4094-2245-7.
- (EN) Július Bartl, Dušan Škvarna, Viliam Čičaj e Mária Kohútova, Slovak History: Chronology & Lexicon, Wauconda, Bolchazy-Carducci Publishers, 2002, ISBN 978-08-65-16444-4.
- (EN) Nora Berend, At the Gate of Christendom: Jews, Muslims and 'Pagans' in Medieval Hungary, c. 1000-c. 1300, Cambridge University Press, 2001, ISBN 978-0-521-02720-5.
- (EN) Pál Engel, The Realm of St Stephen: A History of Medieval Hungary, 895-1526, I.B. Tauris Publishers, 2001, ISBN 1-86064-061-3.
- (HU) Géza Érszegi e László Solymosi, Az Árpádok királysága, 1000-1301 [La Monarchia degli Arpadi, 1000-1301], in László Solymosi, Magyarország történeti kronológiája, I: a kezdetektől 1526-ig [Cronologia Storica dell'Ungheria, Volume I: Dalle Origini al 1526], Akadémiai Kiadó, 1981,  pp. 79-187, ISBN 963-05-2661-1.
- (EN) John Van Antwerp Jr. Fine, The Late Medieval Balkans: A Critical Survey from the Late Twelfth Century to the Ottoman Conquest, The University of Michigan Press, 1994.
- (EN) Gábor Klaniczay, Holy Rulers and Blessed Princes: Dynastic Cults in Medieval Central Europe, Cambridge University Press, ISBN 0-521-42018-0.
- (EN) László Kontler, Millennium in Central Europe: A History of Hungary, Atlantisz Publishing House, 1999, ISBN 978-963-9165-37-3.
- (HU) Gyula Kristó e Ferenc Makk, Az Árpád-ház uralkodói [Sovrani della casata degli Arpadi], I.P.C. Könyvek, 1996, ISBN 963-7930-97-3.
- (HU) Gyula Kristó, IV. (Kun) László [Ladislao IV il Cumano, in Gyula Kristó, Pál Engel e Ferenc Makk, Korai magyar történeti lexikon (9-14. század) [Enciclopedia dell'Antica Storia Ungherese (IX-XIV secolo)], Akadémiai Kiadó, 1994,  p. 396, ISBN 963-05-6722-9.
- (HU) Gyula Kristó, Háborúk és hadviselés az Árpádok korában [Guerre e Tattiche nell'Epoca degli Arpadi], Szukits Könyvkiadó, 2003, ISBN 963-9441-87-2.
- (HU) Ferenc Makk, Mária 2, in Gyula Kristó, Pál Engel e Ferenc Makk, Korai magyar történeti lexikon (9-14. század) [Enciclopedia dell'Antica Storia Ungherese (IX-XIV secolo)], Akadémiai Kiadó, 1994,  p. 444, ISBN 963-05-6722-9.
- (EN) Tudor Sălăgean, Regnum Transilvanum. The assertion of the Congregational Regime, in Ioan-Aurel Pop e Thomas Nägler, The History of Transylvania, I. (Until 1541), Romanian Cultural Institute (Center for Transylvanian Studies), 2005,  pp. 233-246, ISBN 973-7784-00-6.
- (EN) Josef Žemlička, The Realm of Přemysl Ottokar II and Wenceslas II, in Jaroslav Pánek e Oldřich Tůma, A History of the Czech Lands, Charles University in Prague, Karolinum Press, 2019,  pp. 111-122, ISBN 978-80-246-2227-9.
- (HU) Attila Zsoldos, Családi ügy: IV. Béla és István ifjabb király viszálya az 1260-as években [Una diatriba familiare: Il conflitto tra Béla IV e il rex iunior Stefano negli anni 1260], História, MTA Történettudományi Intézete, 2007, ISBN 978-963-9627-15-4.